# Corynophora argentifascia
Corynophora argentifascia là một loài bướm đêm trong họ Crambidae.